# 大和田秀樹
大和田 秀樹（おおわだ ひでき）は、日本の漫画家。茨城県立土浦第一高校卒業。東北大学工学部中退。

## 人物
- デビュー作は『たのしい甲子園』。アニメ化された作品としては、『大魔法峠』が2006年にOVA化、『ムダヅモ無き改革』が2010年にOVA化されている。
- ガンダムオタクを自称しているが、ガンダムシリーズ中で実際に観たのは初代『機動戦士ガンダム』だけであり、以降のシリーズ関係作品はほとんど観ていないとのこと。『機動戦士ガンダムさん』に初代ガンダムのキャラ以外が出ないのはそのためとする[1]。
- 2011年夏頃から、USTREAMに登場した際には自声にエフェクトをかけ、女子高生風な「HIDEKO」・バンキシャ風な「振込み詐欺の男」などの声帯模写を披露している。
- 親戚（いとこおい）に元横浜DeNAベイスターズ、元JFE東日本投手の須田幸太がいる[2]。
- アニメ『大魔法峠』のインターネットラジオ番組「峠のラジオ」第56回・第57回（2007年1月）にゲスト出演した際の、大和田の酔っ払いトークがリスナーに大好評であったことから、同じプロデューサーがパーソナリティを務めるインターネットラジオ『ギョーカイ時事放談』シリーズでは、年末もしくは年始の常連ゲストとなっている[3]。

## 作品リスト
- たのしい甲子園（1999年 - 2000年、角川コミックスエース〈角川書店〉全5巻）
- 警死庁24時（2001年 - 2004年、角川コミックスエース、全6巻）
- 大魔法峠シリーズ（角川コミックスエース）
- HEAVENイレブン（2003年 - 2004年、『チャンピオンRED』連載、チャンピオンREDコミックス〈秋田書店〉全5巻）
- ビーチできゅ〜♥（2004年、YKコミックス〈少年画報社〉ISBN 4-7859-2492-6）
- 野獣社員ツキシマ（2004年、ヤングマガジンKC〈講談社〉2巻 - ）
  - 野獣社員ツキシマさらばインパラ!
- 機動戦士ガンダムさん（角川コミックエース〈角川書店〉22巻 - ）
  - なるほど☆ことわざガンダムさん、2009年1月26日発売
  - やっぱり☆ことわざガンダムさん、2010年8月26日発売
  - 機動戦士ガンダムさん 公式ファンブック、2010年2月26日発売
  - 機動戦士ガンダム4コマ最前線、2011年1月26日発売
- マカイど〜（2004年、角川コミックエース〈角川書店〉1巻 - ）
大魔法峠のOVA化による連載再開に伴い、連載中断。大魔法峠完結後も再開されていない。
  1. ISBN 4-04-713745-6
  2. ISBN 4-04-713856-8
- ムダヅモ無き改革（2006年 - 2015年、『近代麻雀』（竹書房）連載、全16巻）
  - ムダヅモ無き改革 プリンセスオブジパング（2017年 - 2022年、『近代麻雀』（竹書房〉連載、全13巻）
- ドスペラード（2006年 - 2007年、『チャンピオンRED』連載、チャンピオンREDコミックス〈秋田書店〉）
- ぶっちぎりCA（2007年 - 2008年、『コミックチャージ』〈角川書店〉全5巻）
- うんP先生（2008年 - 2010年、『ケロケロエース』〈角川書店〉全2巻）
- 戦国ヤンキー（2009年 - 2011年、『ヤングエース』〈角川書店〉）
- となりのツァラトゥストラさん（2011年、『ビジネスジャンプ』〈集英社〉）
- 琉神マブヤー 南風ぬ島（2012年 - 13年、『ニュータイプエース』〈角川書店〉全2巻）
- 風評破壊天使ラブキュリ（2012年 - 2013年、『チャンピオンRED』（秋田書店）連載、チャンピオンREDコミックス、ISBN 978-4-253-23082-7）
- ゲイツの野望（2014年 連載中、『近代漫画』（竹書房））
- 疾風の勇人（2016年 - 2017年、『モーニング』〈講談社〉全7巻、「第二章」まで）
作品は「第三章」「第四章」も予定されていたが休止され再開の見込みは立っていない。
- 立-Ritz-（2016年、スクウェア・エニックス、ISBN 978-4-7575-4921-0）
- ノブナガ先生（2017年 - 2020年、『週刊漫画ゴラク』（日本文芸社）連載）
  1. 1巻 （ISBN 978-4-537-13743-9）
- まんが人物伝 島秀雄 新幹線をつくった男（2018年、角川まんが学習シリーズ〈KADOKAWA〉） - カバーイラストを担当
- 角栄に花束を（2019年 - 連載中、『ヤングチャンピオン』〈秋田書店〉、既刊14巻）
- 偉人が4.0をつけたメシ屋に行ってみた。（2023年 - 2024年、『コミックNewtype』〈KADOKAWA〉、全2巻）
- ノブナガ刑事（2024年 - 連載中、『週刊漫画ゴラク』（日本文芸社）連載、既刊1巻）

## イラスト提供
- 栃木県警察 飲酒運転根絶ステッカーのイラスト[4]
- メイドインアビス（2017年） - 第5話のエンドカード

## メディア出演
- 佐藤利奈のあの空で逢いましょう♪F #248・#249（2012年2月2日・2月9日、アニメイトTV） - アニメプロデューサーの川瀬浩平と出演
- ゴルフ交遊抄 #292・#293（2021年11月7日・14日、BSテレビ東京） - 川瀬浩平と出演

## その他
- 朝日新聞2022年1月20日朝刊オピニオン面に掲載された「岸田文雄氏を考える」に登場。池田勇人や田中角栄と関連付けた意見を述べた。